# Manuel Lozano Garrido
Pour les articles homonymes, voir Lozano et Garrido (homonymie).
Ne doit pas être confondu avec Manuel Pinto Queiroz Ruiz, Manuel Lozano ou Manuel Lozano Guillén.
Manuel Lozano Garrido, surnommé Lolo , né le 9 août 1920 à Linares et mort le 3 novembre 1971 dans la même ville, est un écrivain, journaliste et membre de l'Action catholique. Déclaré Bienheureux de l'Église catholique, il est fêté le 3 novembre.

## Biographie
Manuel Lozano Garrido est né le 9 août 1920 à Linares, en Espagne.
En 1936, durant la guerre civile espagnole, son père est assassiné, laissant huit orphelins et une veuve. Durant cette sombre période où l'Église catholique et ses fidèles étaient persécutés, cet adolescent âgé seulement de 16 ans avait pris la responsabilité de distribuer l'Eucharistie aux personnes incapables de se rendre à l'église. Il risqua plusieurs fois sa vie jusqu'à ce qu'il fut arrêter.
A 22 ans, il rejoint l'armée mais assiste toujours à la messe chaque matin. Atteint de spondylarthrite il dut quitter l'armée et l'année suivante, il devint entièrement paralysé.
Bien que Manuel ait vécu tout le reste de sa vie dans un fauteuil roulant, il poursuit avec succès sa carrière de journaliste. Auteur de centaines d'articles et de publications, il écrit également quatorze livres composés de compilations d'articles, de poèmes, d'épisodes historiques, de journaux intimes et de réflexions humaines et chrétiennes.    
Il sera connu du monde entier sous le nom de Lolo.
Manuel resta toujours un homme pieux et un fervent dévot à l'Eucharistie. Il fut membre actif de l'Action catholique.
En 1956, il fonde la revue Sinaï  pour les personnes malades. En 1958, il participe avec sa sœur Lucia à un pèlerinage à Lourdes. En 1962, il perd la vue mais continue toujours à écrire.
Manuel est mort le 3 novembre 1971 à Linares, âgé de 51 ans.

## Béatification
Son procès en béatification a été initié en 1994.
Il a été proclamé Vénérable le 17 décembre 2007 par le Pape Benoît XVI.
Le 19 décembre 2009, le Saint-Père autorisa la reconnaissance d'un miracle obtenu par l'intercession de Manuel Lozano Garrido : guérison inexplicable de Rogelio de Haro Sagra, âgé de deux ans, en 1972, atteint d'une défaillance multiviscérale.
Manuel a été béatifié le samedi 12 juin 2010 à Linares par le Cardinal Angelo Amato, préfet de la Congrégation pour la Cause des Saints, qui représentait le Pape Benoît XVI.
Il est le premier journaliste à avoir été béatifié. Le Bienheureux Manuel Lozano Garrido est leur saint patron secondaire, le patron principal étant saint François de Sales. 
Sa fête liturgique a été placée au 3 novembre, jour de sa naissance au ciel, Dies natalis.